# Ömer Elmas
Ömer Elmas (ur. 1 stycznia 1969) – turecki zapaśnik w stylu klasycznym. Olimpijczyk z Barcelony 1992, gdzie zajął jedenaste miejsce w kategorii 48 kg. Zajął czternaste miejsce na mistrzostwach świata w 1991. Szósty na mistrzostwach Europy w 1991. Złoty medal na igrzyskach śródziemnomorskich w 1991 roku.